# Août 2007

## Actualités du mois

### Mercredi1eraoût
- Soudan :  Le gouvernement soudanais déclare approuver la résolution 1769 du Conseil de sécurité des Nations unies qui autorise le déploiement d'une force hybride ONU/Union africaine au Darfour[1].

### Jeudi2 août
- France : 
  - Vote de la loi sur le service minimum, une des promesses du candidat Sarkozy, mais la mise en application n'est prévue que pour le 1er janvier 2008.
  - Le secrétaire du Parti socialiste, François Hollande, obtient la création d'une enquête parlementaire sur les conditions politiques et économiques de la libération des infirmières bulgares et du médecin palestinien, prisonniers en Libye.
  - Le Président Nicolas Sarkozy s'envole vers les États-Unis pour deux semaines de vacances dans une luxueuse propriété de Wolfeboro sur les bords du lac Winnipesaukee (New Hampshire).
- Russie : Deux bathyscaphes, évoluant à 4 200 mètres sous la banquise près du pôle Nord, déposent une capsule abritant un drapeau russe dans une zone riche en hydrocarbures et revendiquée comme territoire national russe.

### Vendredi3 août
- États-Unis : Le secrétaire adjoint au Trésor, Robert Kimmitt estime que la crise de l'immobilier ne devrait pas s'étendre aux autres secteurs de l'économie américaine.
- France : La banque de France affirme que la crise américaine des subprimes n'entraîne aucun « risque global » concernant les banques européennes.
- Sénégal : Début d'une sévère épidémie de choléra qui va s'étendre à six régions (Diourbel, Fatick, Thiès, Dakar, Saint-Louis et Louga) et toucher 1 168 personnes faisant 4 morts jusqu'en fin septembre[2].

### Samedi4 août

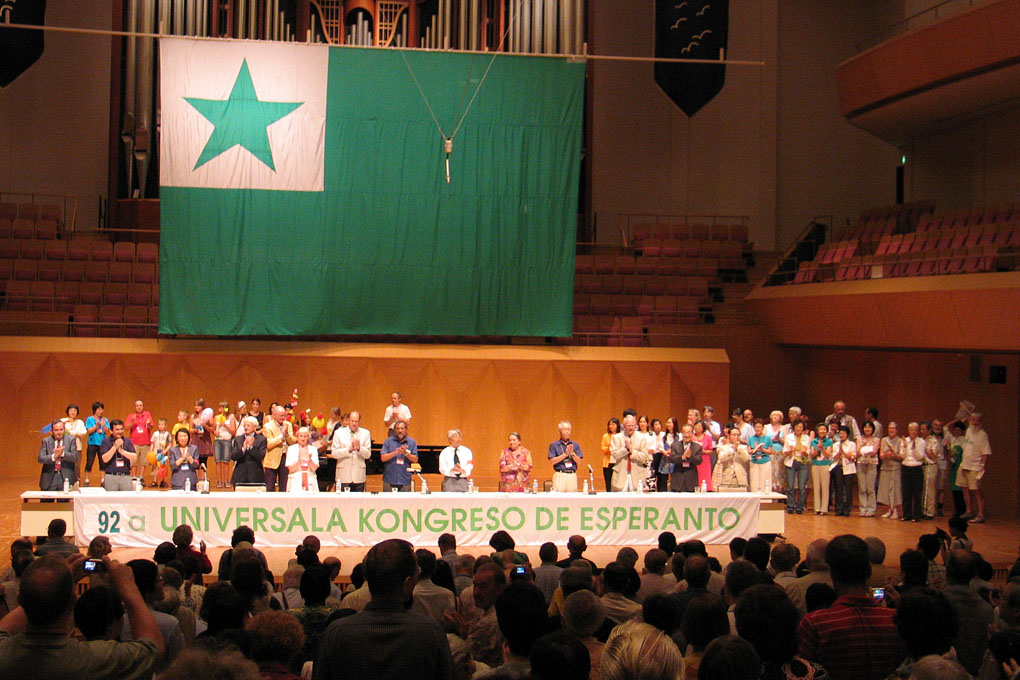
92e congrès mondial d’espéranto

- États-Unis : Mort de l'historien Raul Hilberg (81 ans).
- Japon : le 92e congrès mondial d’espéranto s’ouvre à Yokohama, jusqu’au 11 aout. Il a pour thème « L’Occident en Orient : accueil et résistance ».

### Dimanche5 août
- France : 
  - Mort du journaliste et historien Henri Amouroux (87 ans).
  - Mort du cardinal Jean-Marie Lustiger (80 ans), ancien archevêque de Paris. Pour assister à ses funérailles, le 10 août, le Président Nicolas Sarkozy effectue un aller-retour express depuis les États-Unis.
- Israël : Une grande « marche des vivants » est organisée à Jérusalem par les rescapés de la Shoah pour demander une augmentation de leurs retraites.
- Liban : Une élection législative partielle, remportée par les partisans de Michel Aoun contre ceux des Gemayel, divise les chrétiens du pays.
- Union européenne : l'UE interdit les exportations britanniques de bovins, porcs et moutons pour contrer l'apparition de la fièvre aphteuse vers l'Europe continentale.

### Lundi6 août
- États-Unis : La société de refinancement de prêts hypothécaires, « American Home Mortgage », fait faillite.

### Mardi7 août
- Corée du Nord : Les inondations sont les plus fortes dans le pays depuis plus de quarante ans, entraînant un appel à l'aide internationale du gouvernement nord-coréen, jusqu'au 12 août.
- France : La police retrouve à Paris, lors d'une perquisition, trois œuvres de Picasso qui avaient été dérobées en février chez la petite-fille du peintre.
- Géorgie : Le gouvernement accuse la Russie d'avoir, la veille, tiré un missile contre son territoire sur la frontière de l'Ossétie du Sud.

### Mercredi8 août

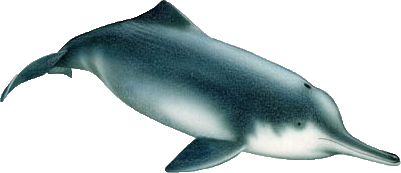
Dauphin de Chine

- Chine : l'Académie chinoise des sciences annonce officiellement la disparition du dauphin de Chine, unique dauphin d'eau douce de Chine, victime de la pollution.
- Mauritanie : L'Assemblée nationale adopte à l'unanimité une loi criminalisant l'esclavage avec une peine de 10 ans de prison. L'esclavage a été officiellement aboli en 1981 mais est toujours pratiqué[3],[4],[5]

- Canada : Dans le village de Rivière-au-Renard, l'inondation dévastatrice de la nuit du 8 au 9 août 2007 marqua comme étant la plus grande catastrophe naturelle de l'histoire du village. Deux personnes y laissèrent leur vie.

### Jeudi9 août
- États-Unis : La FED injecte 24 milliards de dollars dans l'économie américaine.
- France : BNP Paribas annonce la fermeture de trois fonds de titres adossés à des créances hypothécaires. Le 17, son PDG, Baudouin Prot, est convoqué par la ministre de l'Économie pour s'expliquer sur cette décision et le 29, les trois fonds sont rouverts.
- Union européenne : La BCE injecte 95 milliards d'euros dans l'économie européenne.
- Polynésie française: un avion de type De Havilland DHC-6 Twin Otter s'abîme en mer quelques secondes après le décollage, causant la mort de ses 20 occupants.

### Samedi11 août
- États-Unis : Cécilia Sarkozy fait une absence remarquée à la « hamburger party » de la famille Bush avec comme excuse une « angine blanche » alors que le lendemain elle fait ses courses en public et paraît en excellente santé.
- Pologne : Fin de la coalition de droite au pouvoir depuis 18 mois. Le premier ministre Jarosław Kaczyński annonce des élections législatives anticipées pour le mois d'octobre.
- Sierra Leone : Les élections législatives ont été remportées par l'opposition et le premier tour de la présidentielle a placé Ernest Bai Koroma du Congrès de tout le peuple (APC), en tête avec 44,3 % des voix devant le vice-président sortant, Solomon Berewa qui obtient 38,3 %.
- République démocratique du Congo : L'artiste musicien Madilu System décède après s'être effondré à Kinshasa.

### Dimanche12 août
- France : arrêt de l'émission « Le Maillon faible »

### Lundi13 août
- États-Unis : 
  - La FED injecte 35 milliards de dollars dans l'économie américaine.
  - Impliqué dans l'affaire Valerie Plame, Karl Rove, conseiller spécial du Président George W. Bush, démissionne et quitte la Maison-Blanche.
- Japon : La banque centrale japonaise injecte l'équivalent de 3,75 milliards d'euros dans l'économie japonaise.
- Union européenne : La BCE injecte 61 milliards d'euros dans l'économie européenne.

### Mercredi15 août
- Comores : 17 immigrés clandestins comoriens font naufrage et trouvent la mort en tentant de rejoindre le territoire français de Mayotte.
- Pérou : La côte centrale du pays subit un séisme de magnitude 7,9 qui cause la mort de plus de cinq cents personnes et de nombreux dégâts, avec un épicentre situé au sud-est de la capitale Lima.
- Venezuela : Le président Hugo Chávez annonce vouloir annuler la limitation du nombre de mandats présidentiels. Il présente cette mesure comme une avancée vers le « socialisme du XXIe siècle ».
- Japon : La bourse de Tokyo atteint son plus bas niveau depuis le début de l'année.

### Jeudi16 août
- France : L'indice CAC40 atteint son plus bas niveau annuel en passant sous la barre de 5 300 points.

### Vendredi17 août
- Antilles-Caraïbes-Mexique : le cyclone « Dean » ravage la région jusqu'au 22 août causant de très nombreux dégâts.
- Chine : à la suite de la rupture d'une digue causée par les fortes pluies de la province de Shandong, certaines mines sont envahies par les eaux bloquant 181 mineurs dans deux d'entre elles.
- Russie : le Président Vladimir Poutine annonce la reprise des vols des bombardiers stratégiques que les Russes avaient abandonnés depuis 1992.

### Samedi18 août
- France : en déplacement à Toulon, le premier secrétaire du Parti socialiste, François Hollande, tire un bilan négatif des cent premiers jours du président Nicolas Sarkozy.

### Dimanche19 août
- Irak : visite surprise à Bagdad du ministre français des Affaires étrangères Bernard Kouchner, jusqu'au 21 août.

### Lundi20 août
- États-Unis : la FED injecte 3,5 milliards de dollars dans l'économie américaine.
- Japon : la banque centrale japonaise injecte l'équivalent de 6,7 milliards d'euros dans l'économie japonaise.

### Mardi21 août
- Japon : La banque centrale japonaise injecte l'équivalent de 5,2 milliards d'euros dans l'économie japonaise.

### Mercredi22 août
- États-Unis : Deux sociétés de refinancement de prêts hypothécaires sont en faillite : « BNC Mortgage », filiale de Lehman Brothers et « Accredited Home Lenders » qui supprime dans un premier temps 60 % de ses effectifs.
- France : L'ancienne membre des Brigades rouges, Marina Petrella (53 ans), condamnée en Italie pour assassinat, est arrêtée dans le Val-d'Oise.

### Jeudi23 août
- France : Dans l'affaire de la libération des infirmières bulgares, le Palais de l'Élysée exclut que la commission parlementaire d'enquête puisse entendre Cécilia Sarkozy, l'épouse du président.
- FMI : L'organisation prédit un impact de la crise américaine des subprimes sur l'ensemble de la croissance mondiale.

### Samedi25 août

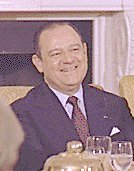
Raymond Barre

- France : Mort de l'économiste, ancien Premier ministre et ancien maire de Lyon, Raymond Barre (83 ans). Funérailles, le 29 août.

### Dimanche26 août
- États-Unis : L'ancien secrétaire d'État au Trésor, Larry Summers, déclare que le risque de récession est au plus haut depuis 2001.

### Lundi27 août
- Grèce : le pays est en proie aux pires incendies depuis des décennies, 65 morts et 280 000 hectares détruits. Voir: Feux de forêt de l'été 2007 en Grèce.
- États-Unis : Impliqué dans l'affaire Valerie Plame, Alberto Gonzales, ministre de la Justice, démissionne.
- France : Lors de la réception des ambassadeurs à Paris, le président Nicolas Sarkozy, dans son discours, critique la Chine et la Russie, évoque l'hypothèse d'un « bombardement » de l'Iran si elle ne suspendait pas ses activités d'enrichissement d'uranium et affirme qu'il ne transigera jamais avec la sécurité d'Israël.
- Japon : La banque centrale japonaise injecte l'équivalent de 6,7 milliards d'euros dans l'économie japonaise.

### Mardi28 août

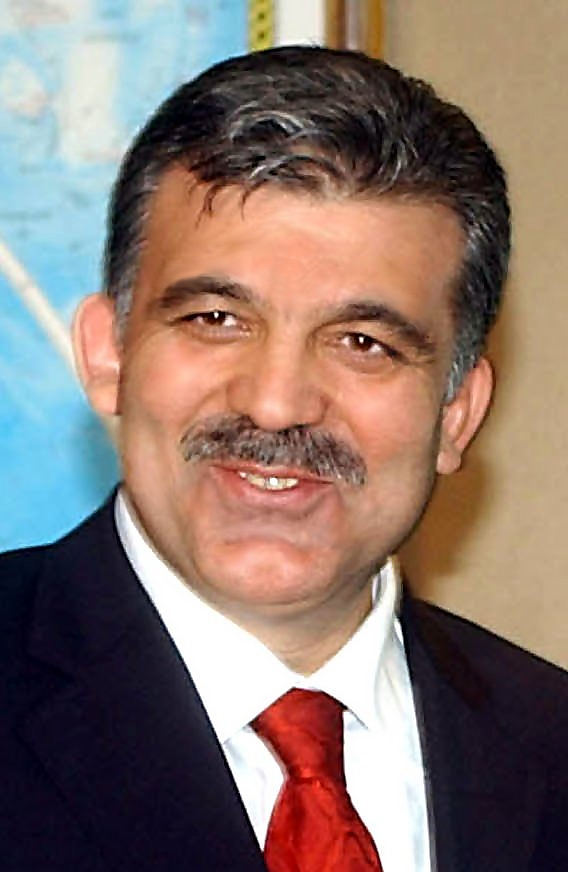
Abdullah Gül
(janvier 2006)

- France : Le président Nicolas Sarkozy se rend en Corse.
- Turquie : Après une crise politique de quatre mois, le Parlement élit le nouveau président de la République, en la personne du très controversé ministre des Affaires étrangères, Abdullah Gül, candidat du parti islamiste AKP.

### Mercredi29 août
- Belgique : Démission d'Yves Leterme de son rôle de formateur du gouvernement belge, ne s'estimant pas capable de concilier les points de vue des néerlandophones et des francophones. Cet évènement plonge le pays dans une importante crise politique, le fossé entre les tendances politiques des différentes communautés se creusant apparemment de plus en plus.
- France : 
  - L'ancien premier ministre socialiste Michel Rocard est chargé par le gouvernement de présider le nouveau Comité de concertation sur la revalorisation du métier d'enseignant.
  - Mort de l'ancien Premier ministre Pierre Messmer (91 ans), compagnon de la Libération.
  - Mort de la mannequin française Huguette Galmiche qui est aussi la maman de Johnny Hallyday, mort le 5 décembre 2017 (° 19 mars 1920).

### Jeudi30 août
- France : Le Président Nicolas Sarkozy s'exprime devant les patrons du Medef réunis en université d'été. Il s'agit d'une première pour un président de la République en exercice.

### Vendredi31 août
- Japon : Naissance d'Hatsune Miku par mise en vente de sa VoiceBank pour Vocaloid 2.